# 格林霍恩 (俄勒冈州)
格林霍恩是美国俄勒冈州的一座城市。根据2000年美国人口普查和2010年美国人口普查，该市人口为零，只有7栋空置的破败房屋，属于鬼镇。在名义的行政区划上，它仍然是一座城市，并且拥有一位市长，即便是位市长不居住于此。它的面积仅有0.3平方公里，坐落在俄勒冈州东部的蓝山山脊上。然而，由于该山脊线正是两个县级行政区划的分界处，因此独特的地理位置又将这座面积极小的城市分成两个县管辖：南部的贝克县和北部的格兰特县。一般而言人们认为这座城市基本属于贝克县，因为这座城市的大多数设施都在山脊线南面，即属于贝克县。而山脊线北部的格兰特县则在名义上管有这座城市的西北角一小片树林。

## 由来及历史

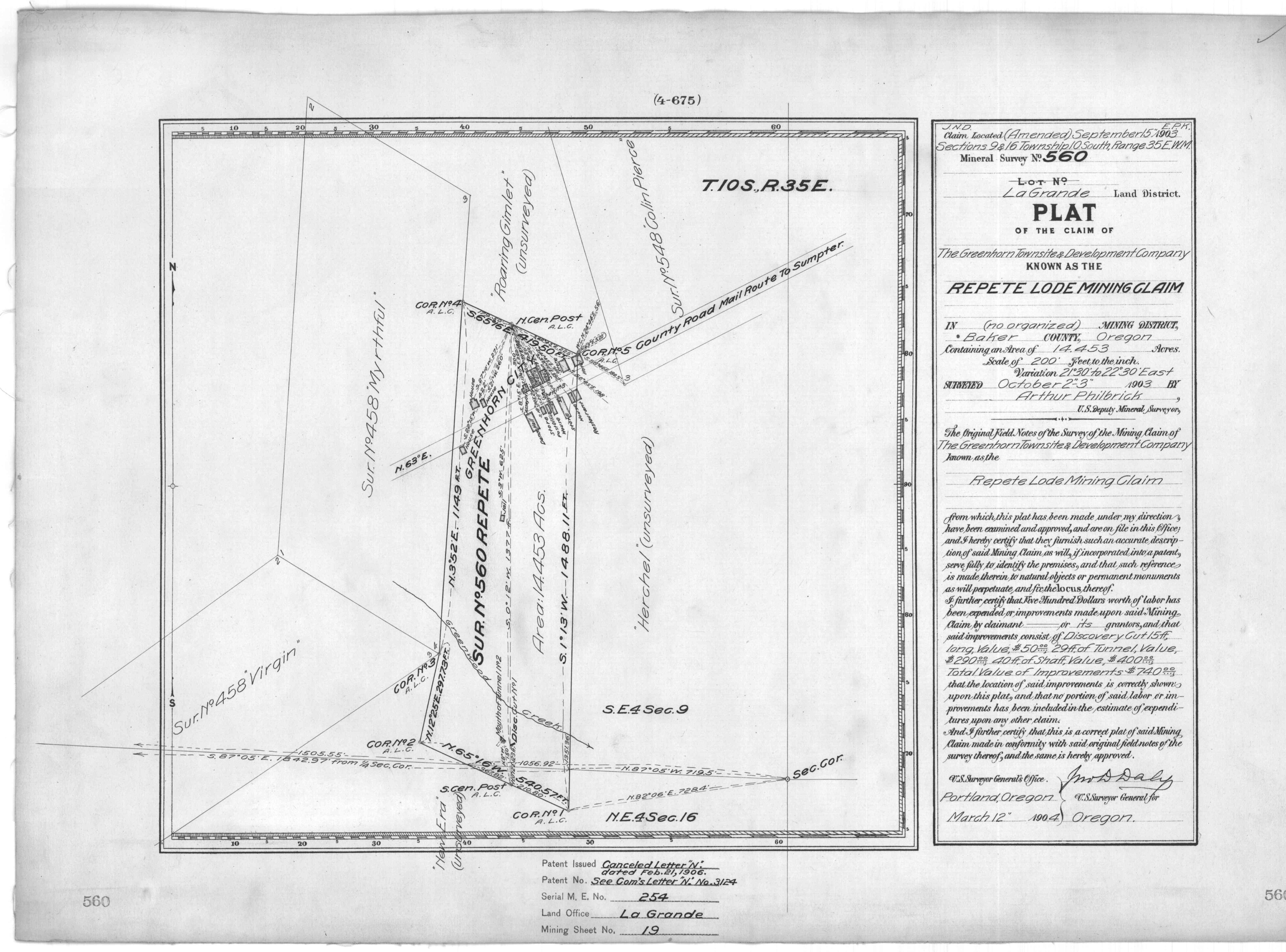
1903年时该市的地图

这座城市有一个奇特的名称叫“Greenhorn”，意为“生手；没有经验的人”。相传十九世纪淘金潮时期，有两名来自美国东部的年轻人怀着挖矿发财的梦想来到此处，他们没有任何挖矿经验。他们在蓝山的一个地方安营扎寨，没有人知道为什么他们要选择到这里。在到达后，他们前往当地一个酒吧间，询问招待员“哪里能够挖到金子”。当时正好有一位矿工在场，想趁机耍弄一下这两位没有经验的天真年轻人。他把年轻人带到屋外，顺手指着远处山峰一角，告诉他们“那里是个好地方”。两名年轻人果然当真，兴高采烈地去挖矿去了。然而令人惊讶的是，这位原本只想开玩笑的矿工却歪打正着，无意间所指向的地方刚好是一个未被发现的金矿。两位年轻人不久就带着颇具价值的矿石满载而归，比他们营地里的任何物品都更值钱。年轻人的发财目标已经达到了，但却不知如何给他们找到的矿井命名。而那时那位开玩笑的矿工就给这个地方起了一个叫“生手矿”（Greenhorn Mine）的名字。从此以后，该地使用了这个名字，并逐渐发展成一个真正的小镇。1895年，该镇已经有大约3,200人和几个大型的矿井，经济也达到巅峰。
小镇在1903年正式建市。进入20世纪，由于该地的资源有限，在矿资源枯竭之后这个镇子逐渐被弃。1910年人口比1900年减少了2/3。第二次世界大战期间，由于1942年新增了禁止开金矿的法律，该市的经济链被切断，最终沦为死城。

## 人口
目前该市是一座空城。人口普查显示常住人口为零，偶尔会有个位数的临时居住的访客和探险者。由于该地气候寒冷，經常大雪封山，每年有6到8个月的时间“与世隔绝”。